# フラ

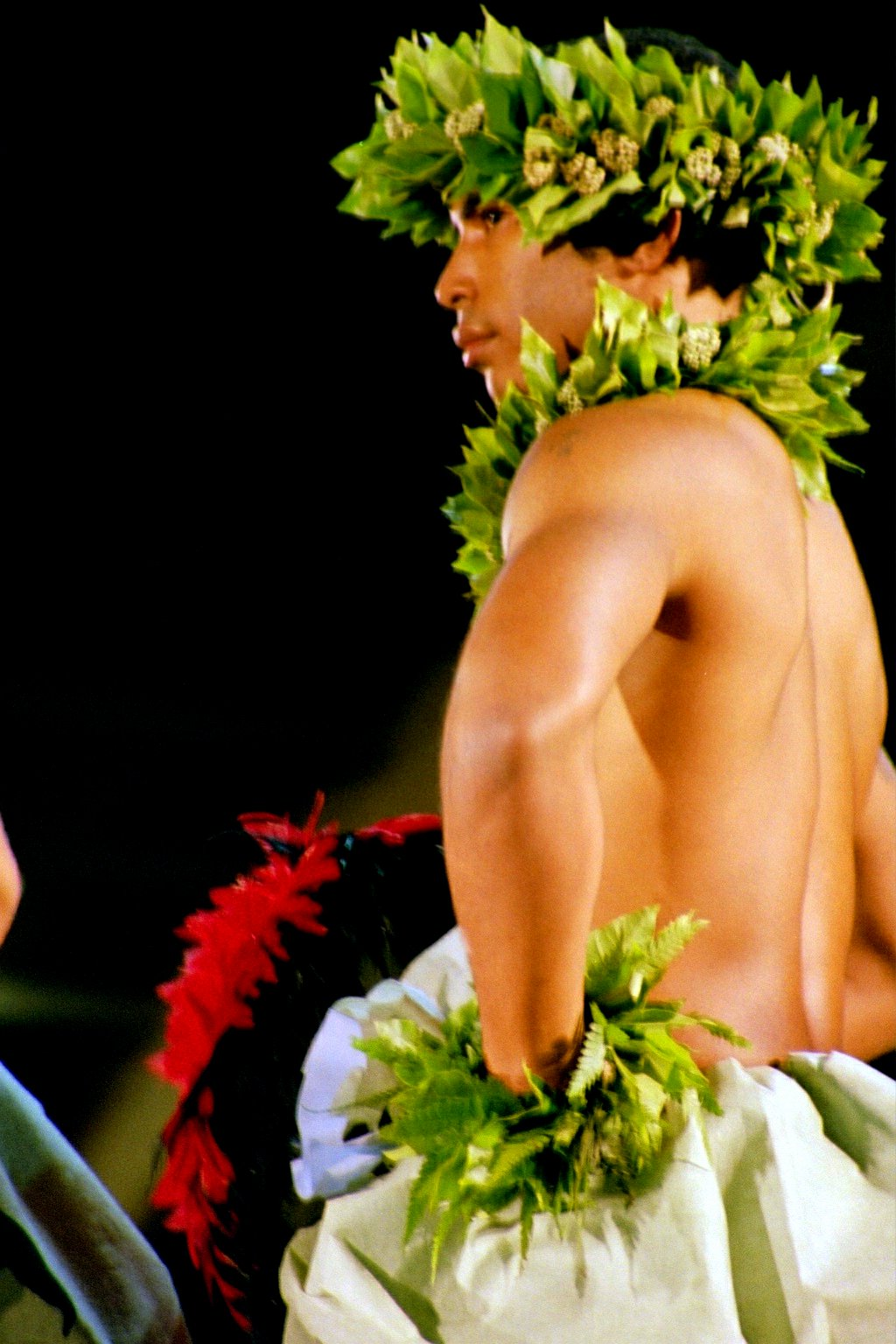
フラ・カヒコを踊るウリウリを持った男性ダンサー（2003年メリー・モナーク・フェスティバル、ハワイ州）

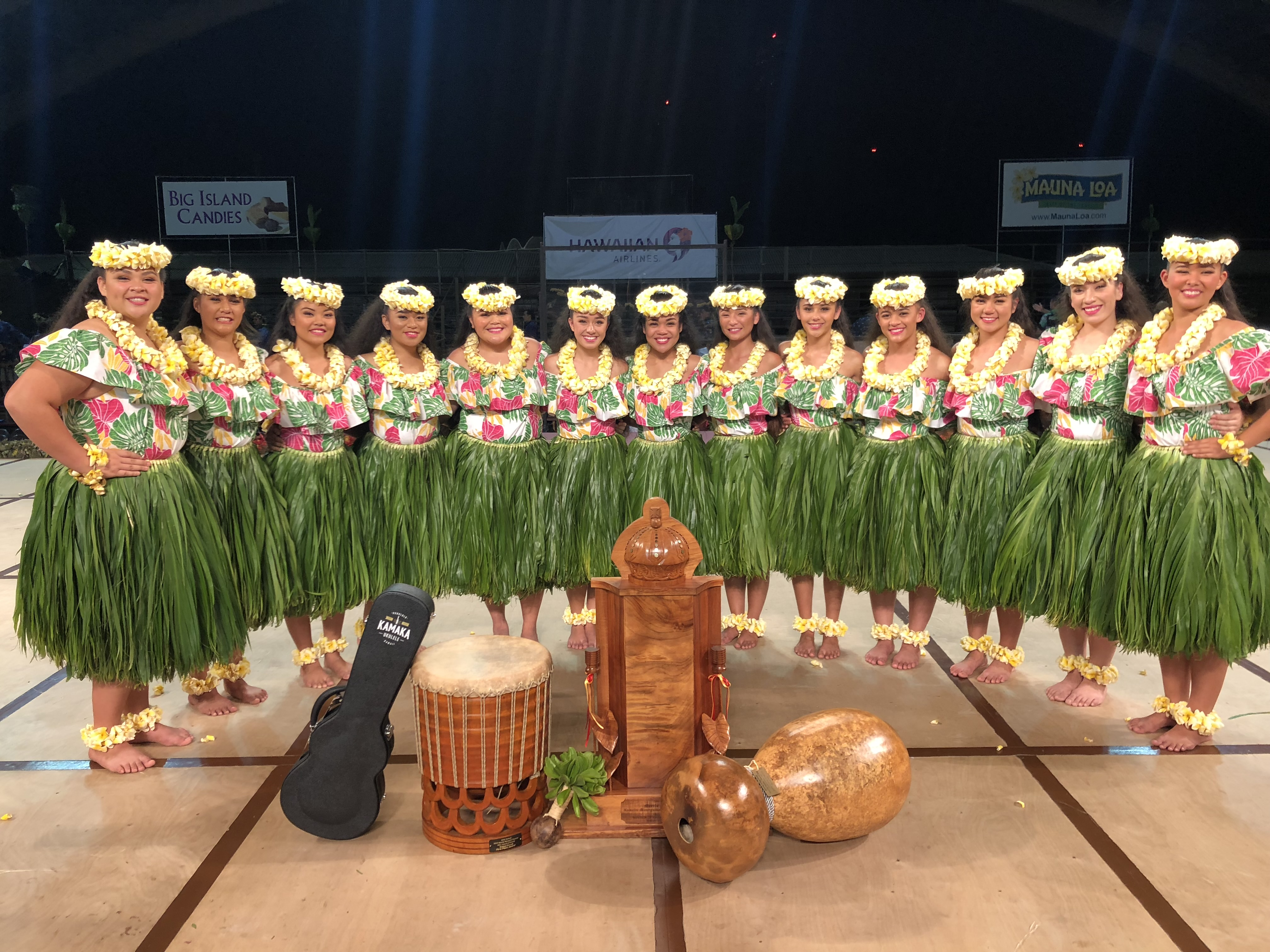
メリー・モナーク・フェスティバルで優勝したフラ ハラウ オ カムエラ（2019）- 現代的なウクレレと共にパフ(伝統的なドラム）、ウリウリ、やイプヘケが並べられている

フラ（ハワイ語: hula）は、ハワイの伝統的な歌舞音曲である。フラにはダンス、演奏、詠唱、歌唱の全てが含まれる。カヒコと呼ばれる古典的なスタイル（古典フラ）と、アウアナと呼ばれる現代的なスタイル（現代フラ）がある。フラは総合芸術であると同時に宗教的な行為でもあり、日本の能楽と同様、単なるダンスや音楽の概念では捉えられないものである。
フラを学ぶための教室をハラウ、フラの師範をクム、またはクム・フラと呼ぶ。
クムとは単なる先生という意味を越え、深い知識を持ち長年ハワイに根付いて活動してきた家元という意味合いがある。
日本における一般的なフラ教室の先生をクム・フラと指すことは少ない。
「フラ」の意味がダンスであることから、専門家の間では「フラ」と呼ぶが、世界的にも、一般には英語の一般名詞「ダンス（dance）」を補い、フラダンスと紹介される。

## 歴史

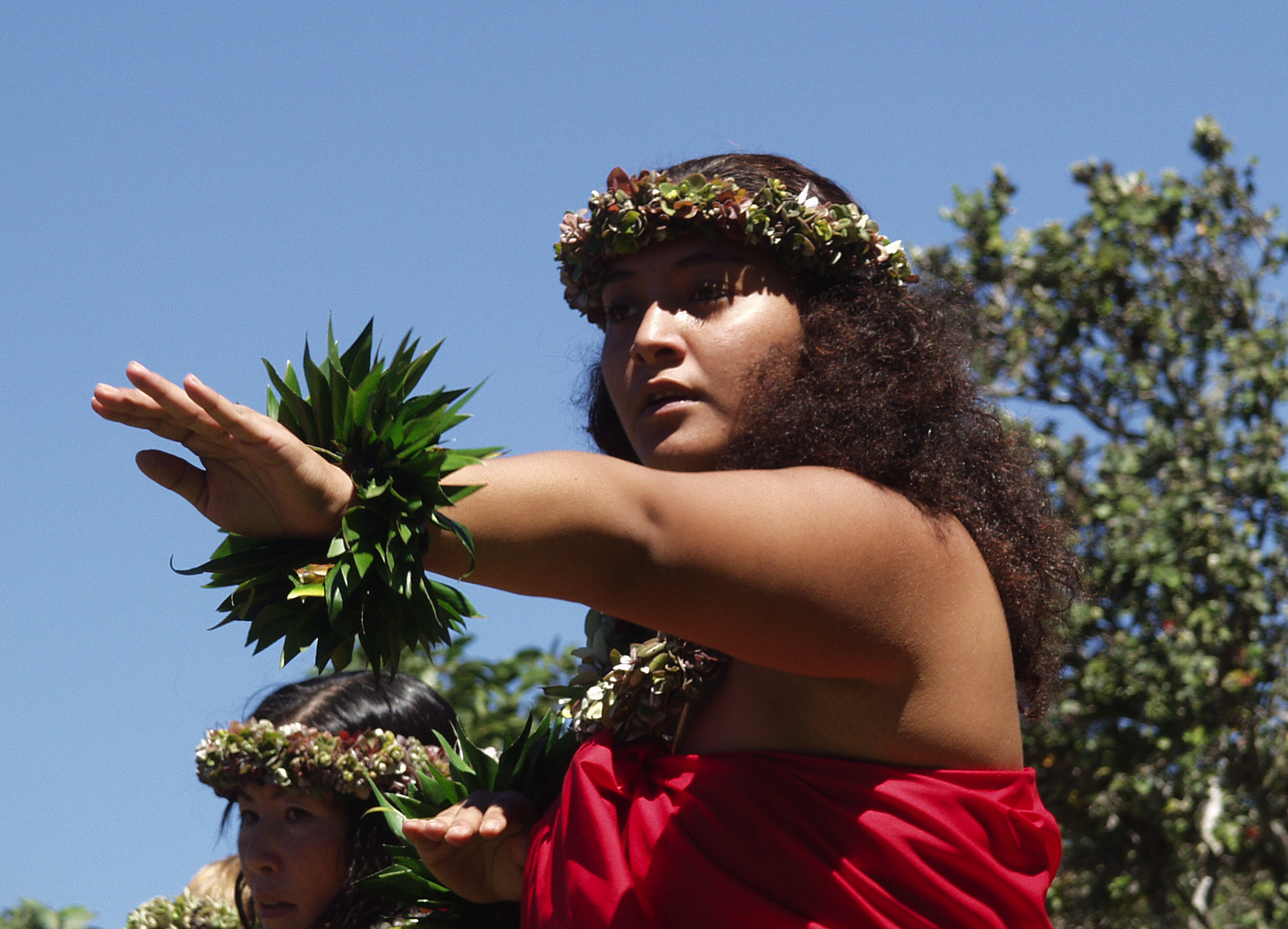
ペレが宿るとされているハレマウマウ（ハワイ火山国立公園）でフラ・カヒコを舞うワヒネ(女性）

フラの起源については諸説ある。ある伝説によれば、女神「ラカ」がモロカイ島の聖地カアナにフラを生んだという。モロカイ島では毎年5月にフラの誕生を祝い、「踊りの中心」を意味するカフラピコという祭りが開かれている。別の伝説では、ヒイアカが姉の火山の女神ペレの荒い気性をなだめるために踊ったのが始まりだという。
どちらにしろ、古代のハワイは無文字社会であった為、フラの正確な起源は解らない。ただ、ハワイ人がマルケサス諸島やタヒチから渡って来たことは確かであり、フラもまたこれらの土地からポリネシア人が持ってきた歌舞音曲がハワイにおいて発展したものと考えるのが自然である。
ハワイが西洋と接触する1778年以前からのフラは宗教儀式と緊密に結びついたものであり、パフと呼ばれるサメ皮の太鼓の伴奏で行われるダンスは、神に捧げられる最も神聖なものである。
1820年にハワイにやってきたプロテスタントのアメリカ人宣教師たちは、フラを異教の踊りとして断罪し、禁止している。ハワイのダンスは、伝統芸術を奨励したカラカウア王の時代に復活した。このとき詩歌や衣装を新たに組み合わせて作られたのがフラクイと呼ばれる新しい形式である。フラクイでは神聖なパフは避けられ、代わりに伝統的な楽器であるイプ（ヒョウタン）が結びつけられた。しかしながらフラの儀式的・祈祷的側面は20世紀に入るまで守られており、フラの練習と実演は、女神ラカに捧げるものであった。
西欧との接触以前のフラには、踊りをともなわない詠唱(chanting)であるメレ・オリと、踊りをともなう詠唱であるメレ・フラの2つが存在した。19世紀末以来、西欧の影響を受けた歌(singing)を取り入れたフラ・クイが成立しはじめる。1970年代に主にフラ競技会において伝統的なフラ詠唱と、西洋の影響を受けたボーカル曲であるフラ歌を峻別する動きがあり、詠唱をともなうダンスをフラ・カヒコ、歌をともなうダンスをフラ・アウアナと呼び分けるようになった。
その後フラは観光やハリウッド映画の影響で大きな変貌を遂げたが、1970年代以降、ハワイでは再び古代のハワイ文化の有り様への関心が高まっており（ハワイアン・ルネッサンス）、その一環としてフラ・カヒコに真摯に取り組む者が増えた。

## フラ・カヒコ
イプヘケと呼ばれるヒョウタンや、鮫の皮で作られたパフドラムをクム・フラが叩いてリズムをとる。ダンサーがイリイリと呼ばれる石のカスタネットや、竹を使ったカラーアウと呼ばれる棒でリズムをとったりする場合もある。ハワイ語でメレ（チャント）が唱えられ、それらに合わせてダンスが演じられる。フラ・カヒコは宗教的行為としてヘイアウに奉納されることもある。そうした場でのフラ・カヒコは旧来の南国的で陽気な「フラダンス」のイメージからは想像出来ない、極めて厳粛なものである。

## フラ・アウアナ
19世紀以降、欧米の音楽を取り入れて創り出された新しい形式のフラ。機能和声システムに基づくメレと、和音を出すことが出来る楽器を使用している点が古典形式との最大の差異である。レパートリーは固定されておらず、新作も創られ続けている。

## フラの楽器
- パフドラム - ヤシの木をくりぬき、上部にパフというサメの皮を貼った大型のドラム[2]。手でたたく。
- キルドラム - パフドラムと同様の方法で作る小型のドラム。手でたたく。
- イプヘケ - 瓢箪をくりぬいたものを2つ重ねた打楽器。手でたたいたり、地面に打ち付けたりする[3]。踊りに使用することもある[3]。
- イプ - 瓢箪をくりぬいたものが1つだけの打楽器。
- ウリウリ - ラアメアの身をくりぬき、そこに種を入れたマラカスのような楽器[2]。赤と黄の羽で装飾されることが多い。正式にはダンサーはウリウリを1個のみ使用するが、現在では両手に1個ずつ2個のウリウリを持って使用することが多い。
- プイリ - フォーク状の切り目を入れた竹の棒。2本1組で使用する。2本を打ち合わせたり、肩や太ももなど体の一部を叩いたりして音を出す[2]。
- プーニウ - ココナッツの身をくりぬきサメや牛の皮を貼って作った打楽器。膝に括り付けてカーという紐で叩く[2]。
- プー - 儀式の始まりを告げるときに吹く法螺貝の一種でできた楽器[2]。
- ニーアウカニ - 口でくわえて演奏する楽器。踊りに使われる[4]。
- オヘ・ハノ・イフ - オヘという竹の一種で作った笛[5]。縦笛で鼻から息を入れて音を出す。
- ウクレレ - ギターに似た楽器。ポルトガルから持ち込まれたブラギーニャという楽器から進化した。古典フラでは使用されない。現代フラでのみ使われる[2]。

## フラの衣装・小物
- パウスカート - 「パウ」とはハワイ語でスカートのこと[6][7]。タパなどの押し印やボーダー柄など、近代ではデザインが豊富。場合によっては男性も身に着ける。
- ティリーフスカート-ハワイで採取できる「ティ」と呼ばれる葉っぱをつなげてスカートにしたもの。大人用は30枚ほど使用する場合がある。
- ラフィアスカート - モレなどの植物などで作ったスカート。

## フェスティバル
ハワイ島ヒロでは「メリー・モナーク・フェスティバル」として、例年復活祭から一週間、世界最大のフラのコンテストが行われている。これはキリスト教受容によって弾圧されていたフラを復興させたカラカウア王（通称「陽気な王様Merry Monarch」）を記念したものである。
モロカイ島はフラ発祥の地といわれ、毎年「カフラピコ・フェスティバル」が開催されている。

## 日本のフラ

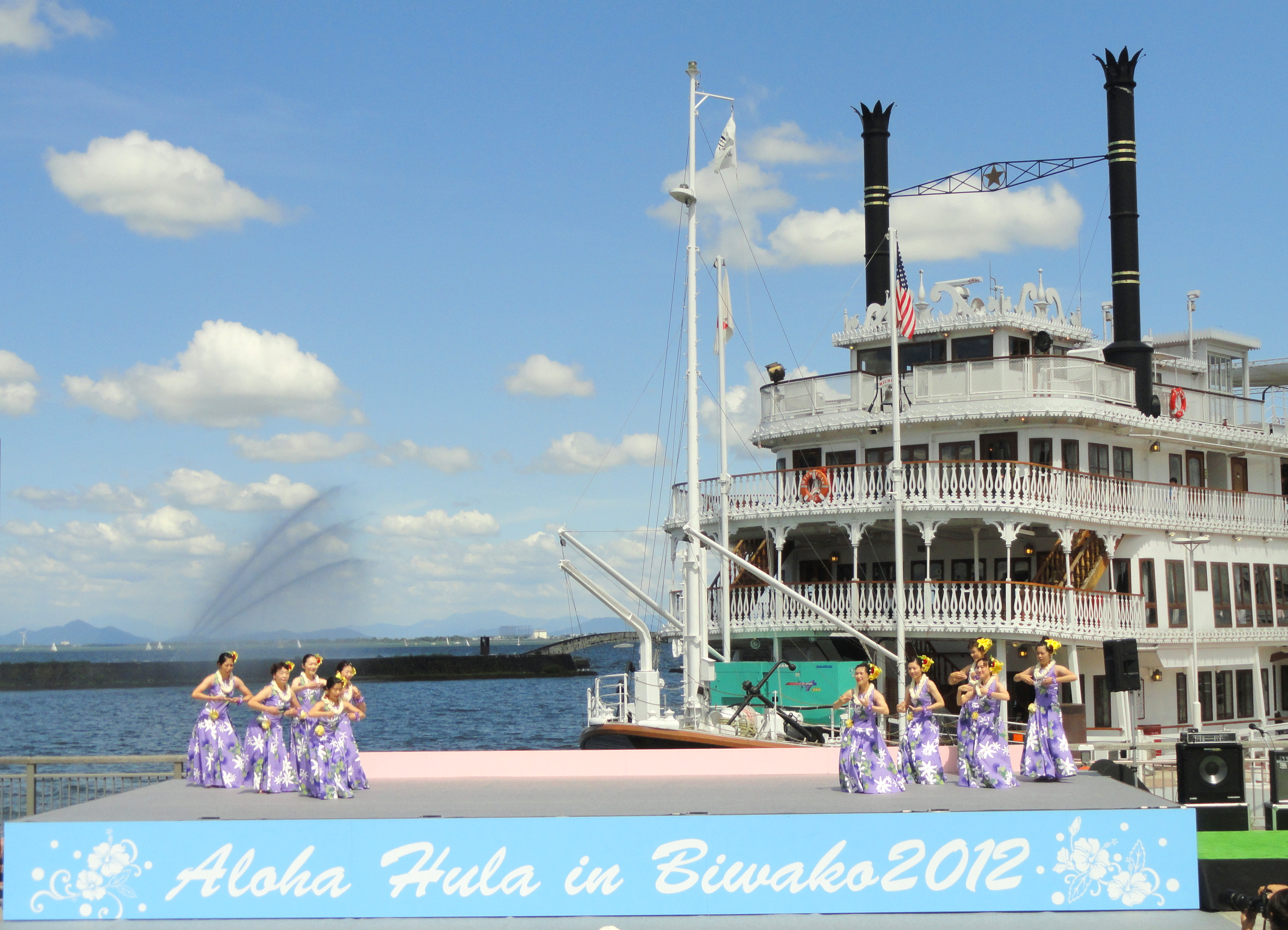

「カイマナヒラ」の知名度もさることながら、近年フラの人気が高まり、フラハーラウ（フラスクール）は日本全国に約300以上ある。フラの競技会も数多く開催されている。そのなかでも最大なのが毎年駒沢オリンピック公園体育館で開催されるキング・カメハメハ・フラ・コンペティション・イン・ジャパンである。ワヒネカヒコ・ワヒネアウアナ・クプナワヒネの3つのカテゴリーの優勝グループは、ホノルルで開催される同コンペティションへの出場権を獲得できる。

### その他
- 1929年（昭和4年）5月7日、トーキー映画が輸入されて初の試写会が行われ、その試写の1本がフラを題材とした『島の唄及び海を越えて』であった。もっとも当時はフラは日本において知名度はなく、当時の新聞では「ハワイ独特の民謡に併せて踊る島の娘の尻振りダンス」として紹介されている[9]。
- 1930年（昭和5年）11月22日、警視庁は演芸界の乱れた風紀を取締るために通称「エロ取締規則」の通牒を発出。この規則のダンスの項ではインディアンダンスとともにハワイアンダンスを例示し、「腰を部分的に前後左右に振る所作」を禁じた[10]。
- フラが日本で大々的に紹介された当時はフラをフラダンスと言っていたが、フラにはダンスという意味も含まれている。この為、近年、専門家の間ではフラの名称で統一されている。フラダンスもフラがダンスであることを補った一般的な用法である[注釈 1]。また日本では長い間フラ・アウアナしか知られていなかったが、1990年頃からフラ・カヒコへの注目が高まり、現在ではフラ・アウアナとともにフラ・カヒコも実践されている。

## フラを題材とした作品
- フラガール
- フライングベイビーズ
- フラ・フラダンス
- フラカッパー
- フラガールと犬のチョコ